# 9395 Saint Michel
9395 Saint Michel este un asteroid din centura principală, descoperit pe 10 august 1994, de Eric Elst.